# Vinylgodis
Vinylgodis var en närradiokanal som sände på 96,7 MHz över Bjuvs kommun och angränsande kommuner. Kanalen avslutade sina sändningar på FM-bandet 2014-11-01 och sänder numera endast streamade program på nätet dygnet runt. Vinylgodis sänder ingen reklam.
Vinylgodis spelar populärmusik som ursprungligen släpptes på vinyl, dvs musik från 1950- till 80-talet. Radiostationen drivs av en ideell förening , NVRadio där Rune Dervall är ordförande. NVRadio producerar även webbplatsen för Kvällstoppen (kvallstoppen.se)